# Vinko Turk
Vinko Turk s partizanskim imenom Vanja, slovenski likovni umetnik, * 22. januar 1920, Vrhnika, † 13. marec 1946, Vrhnika.

## Življenje in delo
Turk je osnovno  šolo obiskoval v domačem kraju (1927-1935) ter pri F. Kralju v Ljubljani kiparski in rezbarski oddelek Tehniške sredne šole (1935–1938), nato slikal doma. Leta 1942 je sodeloval z 11-imi deli na 10. razstavi Slovenskega lika v Ljubljani. Dne 2. julija 1942 se je priključil partizanom v Dolomitskem odredu in tu ilustriral edino številko Dolomitske zvezde (1943), prišel aprila 1943 v skupino likovnikov (vodja D. Klemenčič–Maj) Šercerjeve brigade in tu ilustriral njeni glasili Udarnik 1943, št. 12 in Mladi borec 1943, št. 5 ter centralno izdajo lista Kmečki glas 1943, št. 4. Julija istega leta je bil risar pri Belokranjski tehniki, marca in aprila 1944 se je udeležil gledališkega tečaja v Črnomlju ter nastopal do avgusta istega leta v raznih igrah. Po odhodu iz Črnomlja je bil risar na bazi 13–23 IOOF pod zaselkom Spodnja Bilpa nad Kolpo. Od septembra 1944 do januarja 1945 je tu izdelal osnutke za čitanko Slovenska začetnica, ki jo je nameraval izdati odsek za prosveto predsedstva Slovenskega narodnoosvobodilnega sveta (SNOS). Član grafičnega ateljeja centralne tehnike KPS v Črmošnjicah je bil od januarja do 9. maja 1945, ko je prišel s partizansko vojsko iz Ajdovščine v Ljubljano. Poslej je nekaj časa delal v propagandni komisiji celjskega okrožja in pel v komornem zboru Radia Ljubljane, vmes pa pripravljal svojo prvo samostojno razstavo na Vrhniki oktobra 1945. Od jeseni 1945 do dne, ko si je vzel življenje, je študiral na Akademiji za upodabljajočo umetnost v Ljubljani. 